# Maria Alexandru
Maria Alexandru z domu Golopența (ur. 30 grudnia 1939 w Plugovej, zm. 27 listopada 2024 w Băile Herculane) – rumuńska tenisistka stołowa, trzykrotna mistrzyni świata, czterokrotna mistrzyni Europy.
Trzynastokrotna medalistka mistrzostw świata. Trzykrotnie triumfowała w grze podwójnej: w parze z Georgitą Pitiką (1961), z Miho Hamadą (1973) i z Shoko Takahashi (1975), a indywidualnie w 1963 roku była wicemistrzynią świata.
Szesnastokrotna medalistka mistrzostw Europy. Życiowy sukces zanotowała podczas mistrzostw w 1966 w Londynie zostając mistrzynią Europy w grze pojedynczej oraz w Zagrzebiu (1960) zwyciężając w deblu (w parze z Angelicą Adelstein-Rozeanu) i mikście (w parze z Gheorghem Cobirzanem). W grze podwójnej po raz drugi została mistrzynią Starego Kontynentu w 1978 (w parze z Lianą Mihut).
Dwukrotna mistrzyni Europy juniorów w grze pojedynczej (1956, 1958).